# 朝比奈瑠依
參數所指定的目標頁面不存在，建議更正成存在頁面或直接建立下列一個頁面（建立前請先搜尋是否有合適的存在頁面可以取代）：
- 朝比奈瑠伊

朝比奈瑠依（日語：朝比奈 瑠依、1978年10月12日—），是日本神奈川縣出身的AV女優。

## 簡歷
- 2009年，以熟女風格在AV界出道。

## 外部連結
- http://www.bigmorkal.com/00/actress/1050.html （页面存档备份，存于）